# 마리 당주 공녀
마리 드 앙주(프랑스어: Marie d'Anjou, 1404년 10월 14일 - 1463년 11월 29일)는 1422년–1461년까지 샤를 7세의 아내로 있었던 프랑스 왕비이다. 마리는 명목상 나폴리의 군주이자 시칠리아의 군주인 루이 2세 당주와 명목상 아라곤의 여왕인 욜란다 데 아라곤의 장녀이다.

## 생애
1413년에 마리는 샤를 6세와 바이에른의 이자보의 다섯 번째 아들인 샤를과 약혼을 했다. 1422년 4월에 그녀는 부르주에서 그녀의 사촌이였던 샤를과 혼인하였고 이후 프랑스의 왕비가 되었다. 백년 전쟁에서 남편의 승리는 마리의 가문에게서 받은 지원을 받은 덕이였으며, 특히 그녀의 어머니인 욜란다 데 아라곤이 그랬었다. 마리와 샤를이 14명의 자녀를 두었음에도, 남편의 애정은 하녀인 아녜스 소렐에게 있었다.
마리 당주는 성 자크 드 콩포스텔라(Jacques de Compostela)의 순례를 갔다 돌아오던 중인 1463년 11월 29일 시토회 수도원의 샤틀리에성푸아투(Chateliers-en-Poito, 오늘날의 푸아투샤랑트)에서 사망했다. 그녀의 나이 59세였다. 그녀가 죽은 2년 뒤에 샤를 7세도 사망하였다. 그녀는 남편과 나란히 생드니 대성당에 묻혔다.

## 자녀
마리는 샤를 7세 사이에서 14명의 자녀를 두었다:
| 이름                   | 출생             | 사망               | 참고 |
| ---------------------- | ---------------- | ------------------ | --- |
| 루이                   | 1423년 7월 3일   | 1483년 8월 30일    | 프랑스의 왕이며, 처음에는 스코틀랜드의 마거릿과 혼인했으나 자식은 없었다. 두 번째 혼인에서는 카를로타 사보이아와 하였고 이번에는 자식을 두었다. |
| 장(Jean)               | 1426년 9월 19일  | 1426년 9월 19일    | 출생 후 몇 시간만에 사망. |
| 라드공드(Radegonde)    | 1428년 8월 29일  | 1444년 3월 19일    | 1430년 7월 22일에 오스트리아 대공 지크문트와 약혼.                                                                                              |
| 카트린                 | 1428년 8월 29일  | 1446년 7월 13일    | 용담공 샤를과 혼인하였으나 자식은 없었음. |
| 자크(Jacques)          | 1432년           | 1437년 4월 2일     | 생후 4일만에 사망. |
| 욜랑드                 | 1434년 9월 23일  | 1478년 8월 23/29일 | 아메데오 9세 디 사보이아와 혼인하여 자식을 두었다.                                                                                              |
| 잔                     | 1435년 4월 4일   | 1482년 5월 4일     | 장 2세 드 부르봉과 혼인하였으나 자식은 없었음.                                                                                                  |
| 필리프(Philippe)       | 1436년 2월 4일   | 1436년 6월 11일    | 유아기에 사망 |
| 마르그리트(Marguerite) | 1437년 5월       | 1438년 7월 24일    | 1살 때 사망. |
| 잔(Jeanne)             | 1438년 9월 7일   | 1446년 12월 26일   | 마리(Marie)와 쌍둥이며, 8세 때 사망. |
| 마리(Marie)            | 438년 9월 7일    | 1439년 2월 14일    | 잔(Jeanne)과 쌍둥이며, 유아기 때 사망. |
| 이자벨(Isabelle)       | 1441년           | 어릴때 사망.       | 어릴때 사망. |
| 마들렌                 | 1443년 12월 1일  | 1495년 1월 21일    | 가스통 드 푸아와 혼인하여 자식을 두었다. |
| 샤를 드 프랑스         | 1446년 12월 12일 | 1472년 5월 24일    | 적자를 두지 못하고 사망하였다. |